# George Farquhar
George Farquhar (Derry, 1678 - Londres, 29 de abril de 1707) fue un dramaturgo irlandés. 
Era hijo de un clérigo. Estudió en el Trinity College de Dublín, pero abandonó sin obtener calificaciones, posiblemente para unirse a un grupo de actores. Su carrera estaba despegando, cuando un accidente en escena durante una representación de The Indian Emperor de John Dryden, en la que hirió a otro actor en una pelea a espada, hizo que abandonara la escena. 
Abandonó Dublín por Londres en 1697, y su obra , Amor y una bofetada (Love and a Bottle), se interpretó en el teatro de Drury Lane al año siguiente. 
The Constant Couple se escribió cuando solo tenía veinte años. El éxito inesperado de la producción le convención de que intentara escribir de nuevo con Sir Henry Wildair y The Inconstant, or the Way to Win Him. Farquhar rápidamente tuvo seguidores, y en 1702 se casó con quien creía que sería una rica mecenas. Cuando descubrió, sin embargo, que ella también era pobre, se puso a trabajar para mantener a su nueva familia. En este período produjo: The Stage Coach y The Twin Rivals. Siguió siendo pobre, y decidió unirse al ejército, lo que le proporcionó material para una de sus mejores obras, El oficial reclutador (The Recruiting Officer) (1706). Poco después vino La estratagema de los pisaverdes (The Beaux' Stratagem), que fue escrita mientras vivía en Lichfield, Staffordshire. Pero el autor tenía mala salud, y murió dos meses después de su primera representación. Su última obra, completada mientras moría, está considerada como la mejor de las suyas. Fue en The Twin Rivals, sin embargo, la que contiene su frase más citada: , "Necessity, the mother of invention," ("Necesidad, madre de la invención").
Maestro del diálogo por el dominio y la naturalidad de sus producciones.

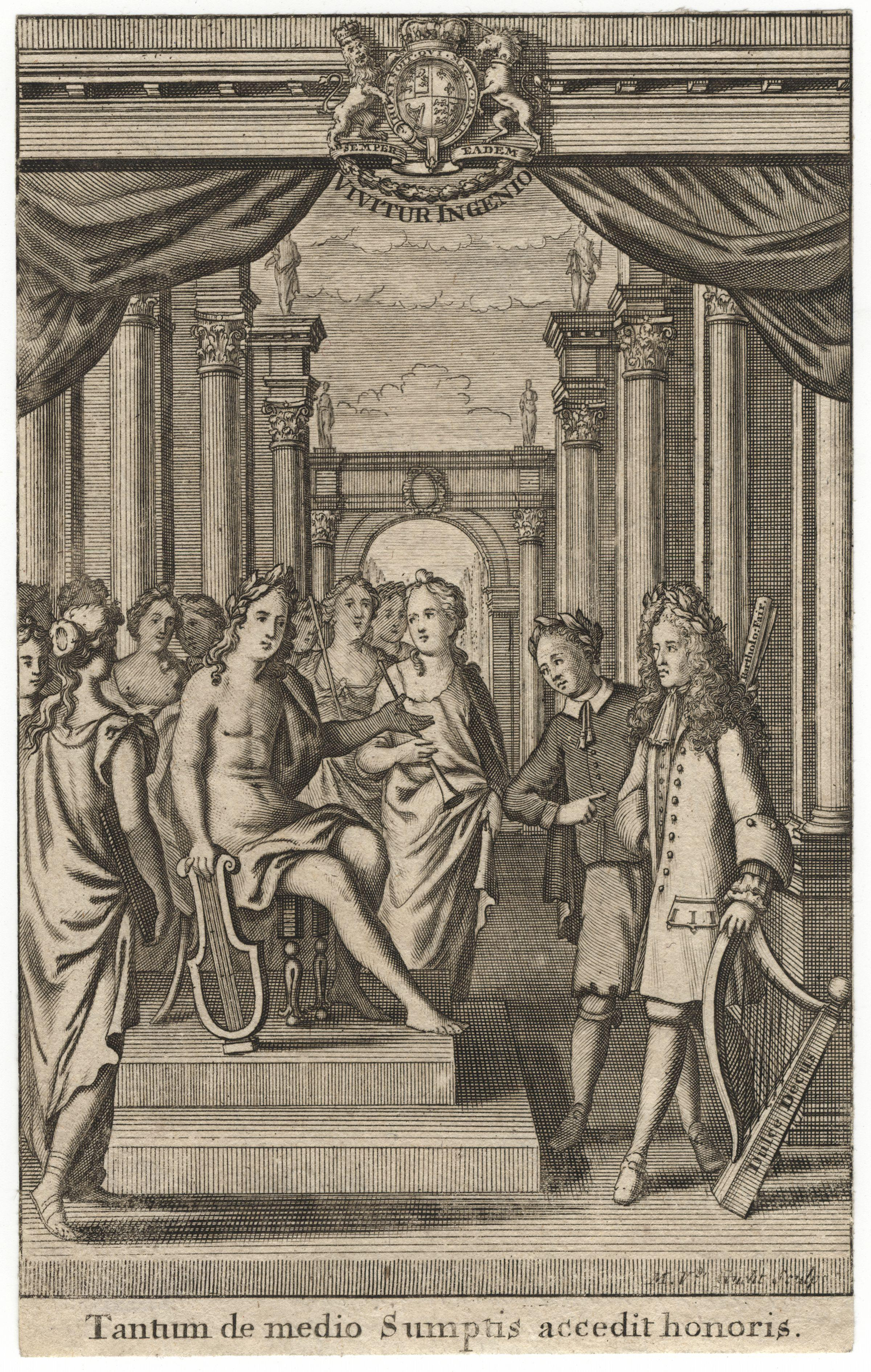
George Farquhar, Michiel van der Gucht, 1711

## Obras sobre Farquhar
En 1987 la obra "Our Country's Good," de Timberlake Wertenbaker, trata de la verdadera historia de convictos australianos que intentaron representar la obra de Farquhar "The Recruiting Officer" en 1787. La obra de Wertenbaker contiene varias escenas y citas textuales de la de Farquhar. 